# Oneida (New York)
Oneida je grad u američkoj saveznoj državi New York. Prema popisu stanovništva iz 2010. u njemu je živjelo 11.393 stanovnika.